# Goya (filmpris)
Entrega de los Premios Goya eller bara Goya är ett spanskt, nationellt filmpris som delats ut sedan 1987. Priset är uppkallat efter den spanske konstnären Francisco de Goya.

## Priskategorier
| Kategori                             | Originalbeteckning                         | utdelat sedan |
| ------------------------------------ | ------------------------------------------ | ------------- |
| Bästa film                           | Mejor Película                             | sedan 1987    |
| Bästa regi                           | Mejor Director                             | sedan 1987    |
| Bästa nya regissör                   | Mejor Director Novel                       | sedan 1990    |
| Bästa manliga huvudroll              | Mejor Actor Principal                      | sedan 1987    |
| Bästa kvinnliga huvudroll            | Mejor Actriz Principal                     | sedan 1987    |
| Bästa manliga biroll                 | Mejor Actor de Reparto                     | sedan 1987    |
| Bästa kvinnliga biroll               | Mejor Actriz de Reparto                    | sedan 1987    |
| Bästa nya skådespelare               | Mejor Actor Revelación                     | sedan 1995    |
| Bästa nya skådespelerska             | Mejor Actriz Revelación                    | sedan 1995    |
| Bästa manus                          | Mejor Guión                                | 1987–1988     |
| Bästa originalmanus                  | Mejor Guión Original                       | sedan 1989    |
| Bästa manus efter förlaga            | Mejor Guión Adaptado                       | sedan 1989    |
| Bästa producent                      | Mejor Dirección de Producción              | sedan 1988    |
| Bästa scenografi                     | Mejor Dirección Artística                  | sedan 1987    |
| Bästa foto                           | Mejor Fotografía                           | sedan 1987    |
| Bästa kostym                         | Mejor Diseño de Vestuario                  | sedan 1987    |
| Bästa sminkning                      | Mejor Maquillaje y/o Peluquería            | sedan 1987    |
| Bästa klippning                      | Mejor Montaje                              | sedan 1987    |
| Bästa ljud                           | Mejor Sonido                               | sedan 1987    |
| Bästa specialeffekter                | Mejores Efectos Especiales                 | sedan 1988    |
| Bästa sång                           | Mejor Canción Original                     | sedan 2002    |
| Bästa filmmusik                      | Mejor Música Original                      | sedan 1987    |
| Bästa kortfilm                       | Mejor Cortometraje de Ficción              | sedan 1990    |
| Bästa animerade film                 | Mejor Película de Animación                | sedan 1990    |
| Bästa animerade kortfilm             | Mejor Cortometraje de Animación            | sedan 1995    |
| Bästa dokumentärfilm                 | Mejor Película Documenta                   | sedan 2002    |
| Bästa dokumentärkortfilm             | Mejor Cortometraje Documental              | sedan 1993    |
| Bästa utländska, spanskspråkiga film | Mejor Película Extranjera de Habla Hispana | sedan 1987    |
| Bästa europeiska film                | Mejor Película Europea                     | sedan 1993    |
| Heders-Goya                          | Goya de honor                              | sedan 1987    |